# Miadzioł (miasto)
Miadzioł (biał. Мядзел, Miadzieł, Мядзель, Miadziel, ros. Мядель) – miasto na Białorusi, w obwodzie mińskim, siedziba rejonu miadzielskiego.
Miasto królewskie położone było w końcu XVIII wieku w starostwie niegrodowym miadziolskim w powiecie oszmiańskim województwa wileńskiego, do 1945 miasteczka (Stary i Nowy Miadzioł) oraz majątek Miadzioł leżały w Polsce, w województwie wileńskim, w powiecie postawskim. Siedzibą gminy Miadzioł był Miadzioł Nowy.
Miadzioł jest położony na Pojezierzu Święciańskim nieopodal jeziora Miastro wliczanego do grupy największego białoruskiego jeziora – Narocz. W pobliżu miejscowości znajduje się też jezioro Miadzioł.
Podczas okupacji hitlerowskiej, pod koniec 1941 roku Niemcy utworzyli getto dla żydowskich mieszkańców. Przebywało w nim około 200 osób. W październiku 1941 roku ok. 100 Żydów uciekło do lasów a następnie przedostali się za linię frontu. 

## Historia
Dawniej miejscowość dzieliła się na Stary Miadzioł, wzmiankowany po raz pierwszy w 1454 r., i Nowy Miadzioł wzmiankowany w 1462 r., z którego prowadził most do murowanego zamku wzniesionego w XVI wieku na wyspie jeziora Miastro.
W dwudziestoleciu międzywojennym Stary i Nowy Miadzioł oraz majątek Miadzioł leżały w Polsce, w województwie wileńskim, w powiecie duniłowickim (od 1926 postawskim), w gminie Miadzioł.
Według Powszechnego Spisu Ludności z 1921 roku zamieszkiwało:
- Nowy Miadzioł  – 635 osób, 430 było wyznania rzymskokatolickiego, 67 prawosławnego, 133 mojżeszowego a 5 mahometańskiego. Jednocześnie 512 mieszkańców zadeklarowało polską przynależność narodową, 111 białoruską, 7 żydowską a 5 tatarską. Były tu 134 budynki mieszkalne[6]. W 1931 w 168 domach zamieszkiwało 990 osób[7].
- Stary Miadzioł  – 190 osób, 71 było wyznania rzymskokatolickiego, 72 prawosławnego, 35 mojżeszowego a 12 mahometańskiego. Jednocześnie 69 mieszkańców zadeklarowało polską przynależność narodową, 68 białoruską, 35 żydowską, 6 litewską a 12 tatarską. Było tu 36 budynków mieszkalnych[6]. W 1931 w 21 domach zamieszkiwało 145 osób[7].
- majątek Miadzioł  – w 1921 spisano łącznie ze Starym Miadziołem[6]. W 1931 w 3 domach zamieszkiwało 27 osób[7]. W 1938 roku majątek należał do gromady Justynowo gminy Miadzioł[8].

W okresie międzywojennym miasteczko Nowy Miadzioł był siedzibą Sądu Grodzkiego, mieścił się tu urząd pocztowy, który obsługiwał znaczną część gminy Miadzioł.
W 1938 roku miejscowoci należały do gromady Miadzioł gminy Miadzioł.

## Urodzeni w Miadziole
- Alicja Boniuszko – polska tancerka baletowa związana z Gdańskiem[11].
- Wolha Wasilonak –  białoruska biegaczka narciarska,  zawodniczka klubu SK FPB Witebsk.

## Zabytki
- kościół Matki Bożej Szkaplerznej i klasztor karmelitów, późnobarokowy z 1754 r., fundacji Antoniego Koszczyca, starosty zarzeckiego. Po kasacie zakonu klasztor zamknięto w 1840 r., a w roku 1866 kościół zamieniono na cerkiew. W 1920 r. kościół oddano katolikom, po II wojnie światowej zamknięty, oddany wiernym w 1989 r., kompletnie zrujnowany (zachowały się tylko mury kościoła). Wystrój wnętrza rokokowy. Obok dzwonnica i plebania. Budowla centralna na planie kwadratu wpisana w kubiczną bryłę należy do najoryginalniejszych przejawów barokowego klasycyzmu w architekturze Wielkiego Księstwa Litewskiego i urzeczywistnia ideę martyrium (ze względu na relikwie św. Justyna, męczennika rzymskiego, sprowadzone przed 1754). Trzy elewacje poprzedzają portyki z parami korynckich kolumn na wysokich cokołach. Ośmioboczny tambur kopuły (ozdobionej freskiem Sąd Ostateczny, zamalowanym w r. 1839) obiega wewnętrzna galeria[12].
- kalwaria
- kaplica Bochwiców na cmentarzu katolickim
- kwatera pięciu nieznanych polskich żołnierzy poległych w czerwcu 1920 r. w wojnie polsko-bolszewickiej i pomnik 15-lecia niepodległości Polski. Kwatera została zniszczona przez Sowietów w 1939, odnowiona w 2014[13][14]. W 2017 r. umieszczono tablicę z nazwiskami poległych[15].
- cmentarz katolicko-prawosławny
- góra zamkowa
- park dworski
- cmentarz żydowski

### Nieistniejące
- dwór Koziełł-Poklewskich
- meczet (1840)
- kościół św. Stanisława (1454)
- cerkiew

## Galeria

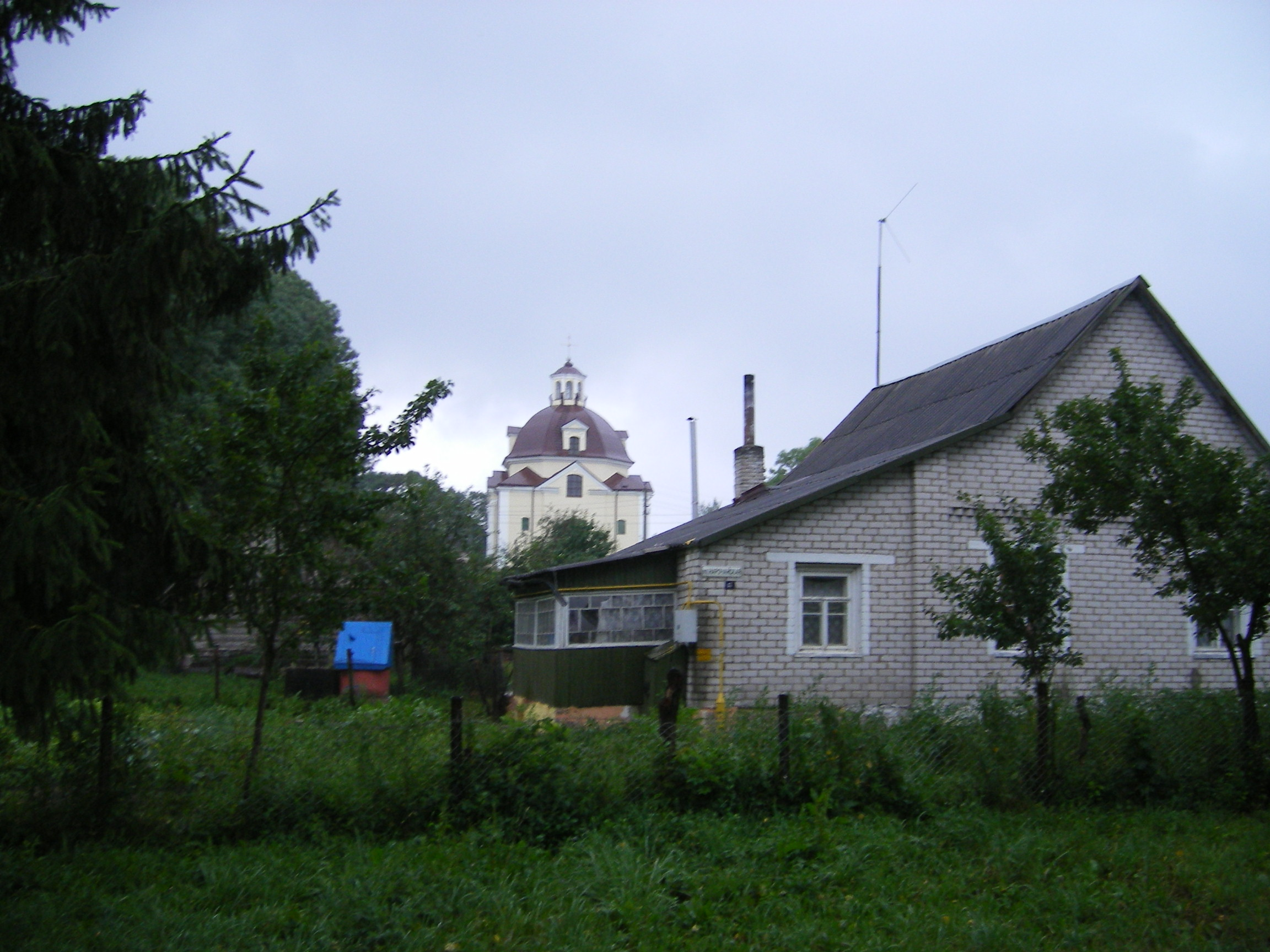
Kościół Matki Boskiej Szkaplerznej
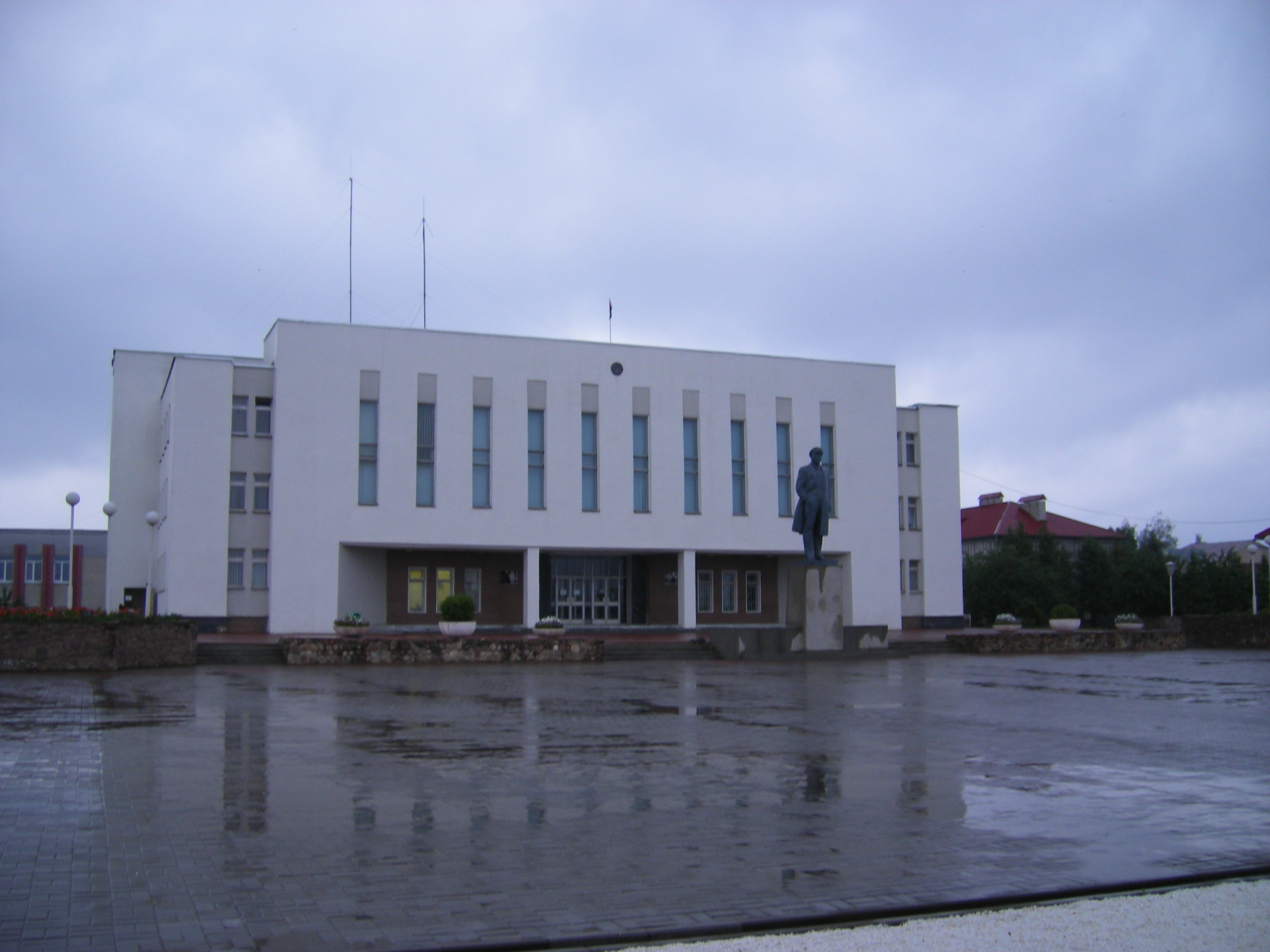
Budynek administracji rejonu
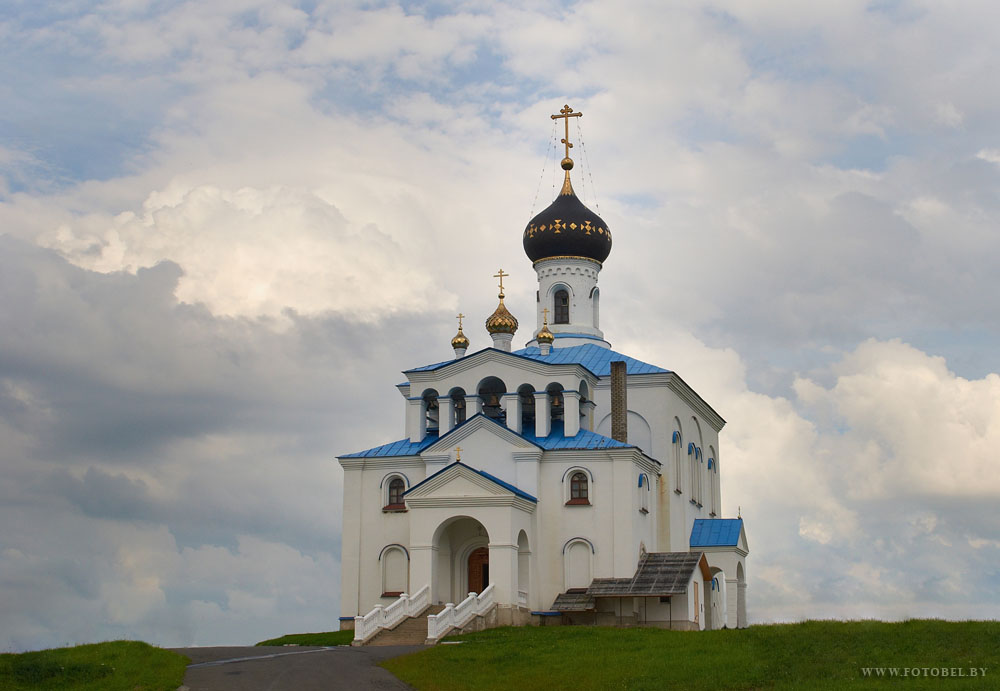
Cerkiew Trójcy Świętej z 2006 r.